# Camille Van De Casteele
Camille Van De Casteele (* 27. Januar 1902 in Mariakerke; † 12. Februar 1961 in Brügge) war ein belgischer Radrennfahrer.

## Sportliche Laufbahn
Van De Casteele war im Straßenradsport aktiv. Von 1923 bis 1934 war er Berufsfahrer. 1925 und 1926 siegte er im Eintagesrennen Paris–Caen. 1926 und 1927 konnte er eine Etappe in der Tour de France gewinnen. Zweiter wurde er 1926 bei Paris–La Guerche. 1924 wurde er Dritter im Circuit franco-belge, 1926 bei Paris–Angers.
Fünfmal bestritt Van De Casteele die Tour de France. 1926 und 1928 wurde er jeweils 14. der Gesamtwertung. 1925, 1927 und 1929 beendete er die Rundfahrt nicht. In der Tour 1928 gewann er die Bergwertung auf dem Col du Tourmalet.